# UB-107号潜艇
陛下之UB-107号艇是德意志帝国海军于第一次世界大战期间建造的其中一艘UB-III型近岸潜艇或称U艇。它由汉堡的布洛姆与福斯船厂承建，于1917年7月21日新船下水，至1918年2月16日交付使用。其全长55.3米，水面及水下排水量分别为510吨和629吨，艇载武器则包括五具500毫米鱼雷发射管以及一门105毫米口径甲板炮。UB-107号入役后曾被部署至佛兰德区舰队，并参与了大西洋潜艇战。在四次巡逻期间，该艇合共击沉11艘协约国或中立国商船，容积总吨累计为26147吨。1918年7月底至8月初，UB-107号以不明原因在弗兰伯勒角附近沉没，推测可能遭遇事故或触雷，艇内38名官兵全数遇难。

## 设计
UB-107号是汉堡布洛姆与福斯船厂承建的第三批次（UB-103至UB-117号）UB-III型潜艇的五号艇，由德意志帝国海军潜艇监察局于1917年2月6日订购，至同年7月21日下水。其全长55.30米，舷宽5.80米。艇体采用双壳体结构，水面及水下排水量分别为510吨和629吨，浮起时的吃水深度为3.70米。由于无需像UC-II型艇那样提供水雷布设装置，设计工程师对潜艇舷弧进行了优化，增大了司令塔体积，配备两具潜望镜，司令塔与控制室之间增加一道水密舱壁。这些改进显著提高了潜艇的水下机动性和生存力。为了达到更高的航速，UB-107号采用两台猛狮-伏尔铿六缸四冲程550匹公制馬力（405千瓦特）柴油机用于水面运行，以及两台394匹公制馬力（290千瓦特）的西门子-舒克特电动发电机用于水下航行；水面最高航速13.3節（24.6每小時），水下7.5節（13.9每小時）；能够在水面以6節（11每小時）航速续航7,420海里（13,740），或以4節（7.4每小時）连续在水下航行55海里（102）而无需充电。
UB-107号的主武器为五具500毫米艇艏鱼雷发射管，其中艇艏四具采用层叠式布局分居两侧、艇艉一具，并可搭载合共10枚G6型鱼雷。辅助武器则是一门105毫米45倍径速射炮。其标准船员编制为3名军官加31名水兵。

## 服役历史
1918年2月16日，UB-107号正式入役，随即展开海试，其首任艇长为曾执掌UC-4和UB-40号的王牌艇长、海军上尉汉斯·霍瓦尔特。完成海试后，该艇于5月16日被编入驻泽布吕赫的佛兰德区舰队，并参与了大西洋潜艇战，足迹遍及北海的霍夫登水域和英格兰沿岸。在四次巡逻期间，该艇合共击沉11艘协约国或中立国商船，容积总吨累计为26147吨。其中，容积最大的受害者是7709总吨的英国煤船芝加哥号（Chicago）；它于1918年7月8日在从北希尔兹驶往直布罗陀途中，在距弗兰伯勒角东北约4海里（7.4）处遭沉没，并造成3人罹难。
1918年7月下旬，UB-107号从泽布吕赫启航执行第四次巡逻后失踪，从此再未归航。英国方面曾宣称该艇是于7月27日在斯卡布罗对开的54°23′N 0°24′E / 54.383°N 0.400°E处遭皇家海军驱逐舰红蛱蝶号和武装拖网船卡尔维斯号（HMT Calvis）合力投掷深水炸弹所击沉。然而，随着UB-107号于两个半小时后在53°52′N 0°10′E / 53.867°N 0.167°E附近又击沉多两艘商船，这种说法并不成立。至1985年，潜水员才在弗兰伯勒角以北约1海里（1.9）处、即距最初宣称的沉没方位数海里开外的地方（（54°23′30″N 0°24′20″W / 54.39167°N 0.40556°W））发现UB-107号的残骸，它与另一艘沉船玛尔维娜号（Malvina）纠缠在一起，其中潜艇是通过螺旋桨上的标记识别出来的。两者的遭遇均不明朗，但推测UB-107号是在1918年7月28日至8月3日之间发生了某种事故或因撞上英国人布设的水雷而沉没，艇内38名官兵全数遇难。

## 袭击历史摘要
| 日期          | 船名          | 船籍 | 吨位 | 结局 |
| ------------- | ------------- | ---- | ---- | ---- |
| 1918年5月10日 | 埃里希·莱亚号 | 挪威 | 1630 | 击沉 |
| 1918年5月10日 | 纳帕里玛号    | 瑞典 | 1685 | 击伤 |
| 1918年6月6日  | 摄政女王号    | 荷蘭 | 1970 | 击沉 |
| 1918年6月8日  | 贺加斯号      | 英国 | 1231 | 击沉 |
| 1918年6月13日 | 艾格尼丝号    | 瑞典 | 1334 | 击沉 |
| 1918年6月13日 | 卡洛号        | 英国 | 1957 | 击沉 |
| 1918年6月15日 | 基尔雷赤赫号  | 英国 | 1284 | 击沉 |
| 1918年7月8日  | 芝加哥号      | 英国 | 7709 | 击沉 |
| 1918年7月8日  | 战番红花号    | 英国 | 5296 | 击沉 |
| 1918年7月9日  | 弗莱肯号      | 瑞典 | 943  | 击沉 |
| 1918年7月27日 | 克洛里斯号    | 英国 | 984  | 击沉 |
| 1918年7月27日 | 约翰·雷蒂希号 | 瑞典 | 1809 | 击沉 |

## 脚注
1. ↑  Rössler，第66頁.
2. 1 2 3  Helgason, Guðmundur. . German and Austrian U-boats of World War I - Kaiserliche Marine - Uboat.net.   [2022-06-01].
3. 1 2 3 4  Gröner 1991，第25-30頁.
4. 1 2  Helgason, Guðmundur. . German and Austrian U-boats of World War I - Kaiserliche Marine - Uboat.net.   [2022-03-31].
5. ↑  Helgason, Guðmundur. . German and Austrian U-boats of World War I - Kaiserliche Marine - Uboat.net.   [2022-06-01].
6. ↑  陈进，第239頁.
7. ↑  NARS，第56頁.
8. 1 2  Helgason, Guðmundur. . German and Austrian U-boats of World War I - Kaiserliche Marine - Uboat.net.   [2014-12-08].
9. ↑  Helgason, Guðmundur. . German and Austrian U-boats of World War I - Kaiserliche Marine - Uboat.net.   [2022-06-01].
10. ↑  Kemp，第75頁.
11. ↑  . Heritage Gateway.   [2022-06-01]. （原始内容存档于2022-06-01）.
12. ↑  . Heritage Gateway.   [2022-06-01]. （原始内容存档于2022-06-01）.
13. ↑  Helgason, Guðmundur. . German and Austrian U-boats of World War I - Kaiserliche Marine - Uboat.net.   [2022-06-01].
14. ↑  . The Wrecksite.   [2022-06-01].